# إسكندر نامه (تركية)

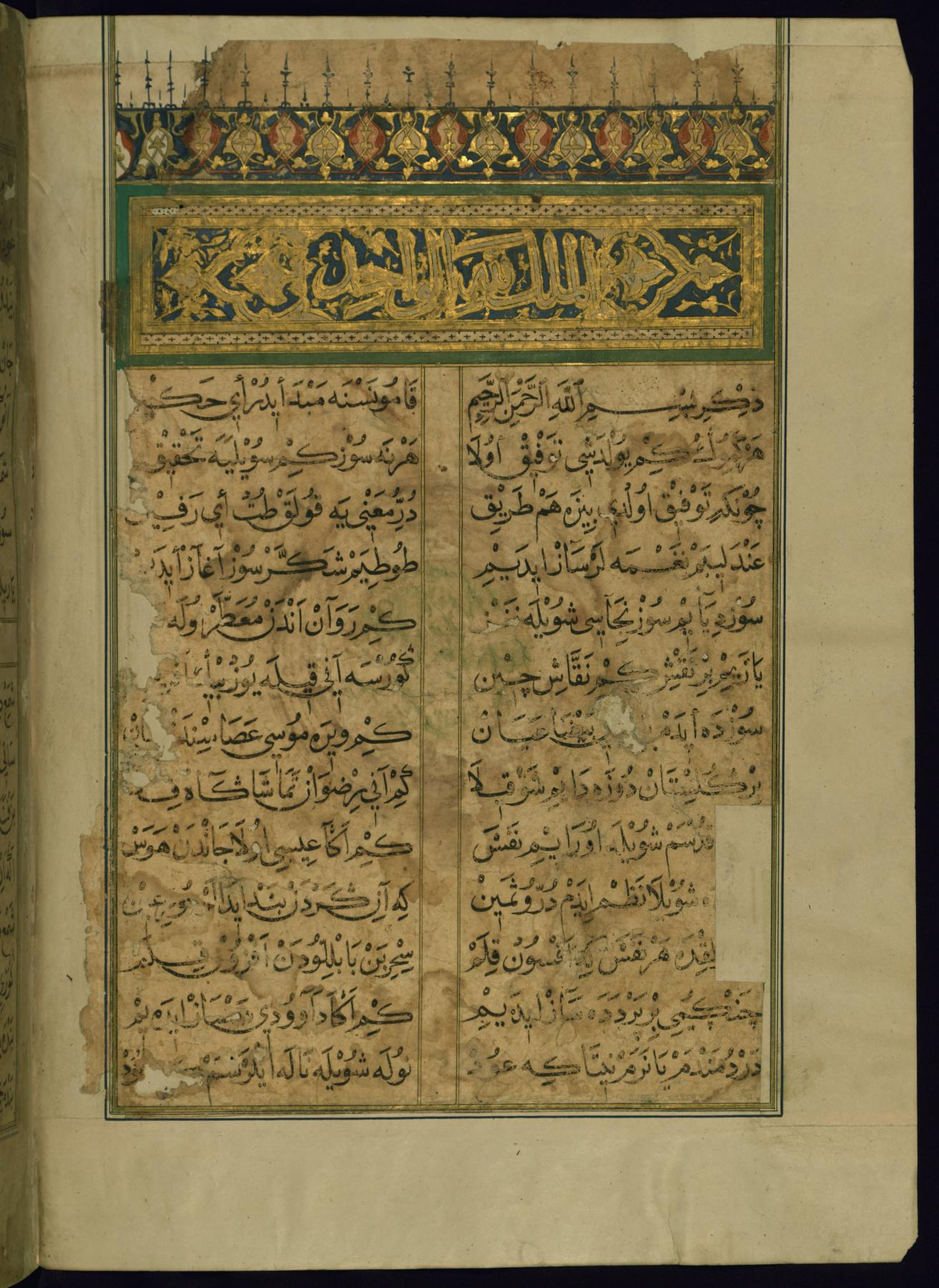

إسكندر نامه أو ملحمة الإسكندر هي قصيدة كتبها الشاعر التركي تاج الدين أحمدي (1334-1413)، وأكملها في أوائل القرن الخامس عشر. وهو أول عمل في التأريخ العثماني وأول ترجمة لرواية الإسكندر باللغة التركية.
يبدأ النص بحياة الإسكندر (الذي تتشابك هويته مع شخصية ذي القرنين في القرآن الكريم )، قبل أن ينتقل إلى وصف عهود الحكام الذين خلفوه. حتى وصل إلى العصر الإسلامي، نجد قسمًا طويلًا يصف عهد النبي محمد، ثم الخلفاء الخمسة الأوائل (مع الحسن بن علي)، ثم الخلافة الأموية، ثم الخلافة العباسية. بعد ذلك، يصف أحمدي عهد المغول بدءًا من جنكيز خان ثم الإيلخانات (الخانات التي تأسست في القسم الجنوبي الغربي من الإمبراطورية المغولية)، وخلفائهم من سلطنة الجلايريين المغول، وأخيرًا الحكام العثمانيين حتى تولي محمد الأول، حاكم عصره عندما أكمل العمل.
كان أحمدي الشاعر التركي الأكثر إنتاجًا في عصره، ومع ذلك فإن قصيدة إسكندر نامه كانت أطول مثنوياته ، حيث تجاوز طولها 8000 بيت . أطول مخطوطة من نصوص الخمسة والسبعين المعروفة، وهي مخطوطة رقم TY 921، وموجودة في مكتبة جامعة إسطنبول، ويبلغ طولها 8754 بيتًا. يستخدم أحمدي أسطورة الإسكندر وسيلةً لتقديم سلسلة من الخطابات حول اللاهوت والتصوف والفلسفة والطب والجغرافيا وعلم الفلك ومواضيع أخرى.

## السياق
بدأ أحمدي في كتابة إسكندر نامه في عهد بايزيد الأول (حكم من عام 1389 إلى عام 1402)، الذي اقترح على أحمدي أن ينتج ترجمة لإسكندر نامه الفارسية [الإنجليزية] للشاعر الفارسي نظامي الكنجوي. وقد حول أحمدي هذه العملية إلى عمل أدبي خاص به، وكان ينوي استخدامها لإبلاغ بايزيد أن حروبه لا ينبغي أن تكون ضد حكام المسلمين في الأناضول، بل ضد المسيحيين. وعندما توفي بايزيد، واصل أحمدي العمل على النص، وغيّر نيته ليهديه بدلًا من ذلك إلى الحاكم الجديد وابن بايزيد، الأمير سليمان. لكن سليمان توفي أيضًا قبل أن يكتمل العمل. وأخيرًا، بعد أن تولى محمد الأول العرش العثماني ونجح في القضاء على جميع المنافسين في عام 1412، أكمل أحمدي النص أخيرًا وأهداه إليه في نفس العام وقدمه له شخصيًا؛ ونجح في كسب ود محمد ودخل في خدمة الدولة. كان لدى محمد تقدير للثقافة الكلاسيكية اليونانية الرومانية ونظر بشكل إيجابي إلى الطريقة التي صور بها إسكندر نامه دولته والعثمانيين خلفاء للإسكندر الأكبر.

## التاريخ العثماني
جزء كبير من النص مخصص لنقل تاريخ العالم، مع الفصل الأخير والأهم (بعنوان "تاريخ حكام بيت عثمان وحملاتهم ضد الأعداء") حول موضوع تاريخ السلالة العثمانية من أرطغرل (والد عثمان الأول ، مؤسس السلالة العثمانية) حتى تولي محمد الأول العرش، وتفصيل الأعمال البطولية ومآثر الحكام، ويبلغ إجمالي طوله 334 بيتًا.
في هذا العمل، يصور أحمدي سليمان ملكًا فارسيًّا مسلمًا مثاليًّا، لكنه يصف أيضًا سياسة السلام التي انتهجها، والتي نتجت عن هزيمته على أيدي الحكام المسيحيين في روميليا، بأنها سياسة من اختياره الشخصي وليس الضرورة. وعلى نحو مماثل، فإنه يقارن بين ما اعتبره ظلمًا من جانب المغول (وخاصة في ضوء الغزوات المغولية للأراضي الإسلامية) والعثمانيين الأوائل، الذين يشيد بهم أحمدي لعدالتهم. 

## النوع
يُعد كتاب إسكندر نامه أقدم نص في نوع الرومانسية الإسكندرانية باللغة التركية، وهو أيضًا أقدم عمل باقٍ من التأريخ العثماني، وقد ألَّفه بعد أكثر من قرن بقليل من ولادة الإمبراطورية العثمانية. يمكن أيضًا تصنيفها على أنها سجل، أو عمل من نوع مرآة الأمراء، أو المثال الأول لـ دستان (ملحمة) هدفها توجيه النصائح وهي معارضة لإسكندر نامه الفارسية [الإنجليزية].

## التأثير
وبسبب تأثير إسكندر نامه التركية، قام شقيق أحمدي واسمه حمزة ثم أحمد رضوان (نهاية القرن الخامس عشر) وهو شاعر تركي عثماني آخر في كتابات مشابهة، وألَّفوا إسكندر نامه الخاص بهما.
كما دُمج كتاب إسكندر نامه لأحمدي في كتب التاريخ العثمانية اللاحقة، بما في ذلك كتاب تيفاري علي عثمان المجهول (1485) وطبعة عام 1561 من كتاب جهان نوما لنشري . كما أصبح على الفور المرجع الرئيس للمؤرخين في عهد أحمدي وما بعده إذا أرادوا التدوين عن القرن الأول من الدولة العثمانية.
على الرغم من انتقاد بعض الكتاب الأتراك في القرن السادس عشر باعتبارها مجرد ترجمة لإسكندر نامه الفارسية [الإنجليزية]، إلا أنه ضمن الخطوط العريضة لأساطير الإسكندر السابقة كما عدلها أيضًا لنقل أفكاره الخاصة.

## الطبعات
- أحمدي، اسم إسكندر: إنسيليم، Tıpkıbasım ، أد. إسماعيل أونفر (أنقرة: تورك تاريح كورومو، 1983).
- حاليًا، تم نشر الطبعة النقدية الأحدث لهذا الفصل الأخير، بما في ذلك الترجمة الحرفية، والتحليل للنصوص المتنوعة، والقائمة التفصيلية للكلمات التي تظهر في النص، بواسطة كمال سيلاي في عام 1992. [9]